# Carrie (1976)
Carrie is een horrorfilm met bovennatuurlijke thematiek uit 1976 onder regie van Brian De Palma, die de productie baseerde op het gelijknamige boek van Stephen King. Het was de eerste van de inmiddels meer dan 100 verfilmingen van diens verhalen. 

## Verhaal
Carrie White, een verlegen 17-jarig meisje uit North Carolina met sociale angst, zit in de laatste klas van de middelbare school en wordt voortdurend gepest door haar klasgenoten. Ook thuis heeft ze het zeer zwaar; Carries alleenstaande moeder, Margaret White, is extreem religieus en verwacht ditzelfde van haar dochter, die bijvoorbeeld elke dag tot Jezus moet bidden en nooit mag uitgaan. Ook wordt Carrie geregeld lichamelijk mishandeld door haar moeder. Margaret betreurt het eigenlijk dat ze ooit een dochter heeft gekregen, omdat ze zich daarvoor eerst heeft moeten overgeven aan een van de grootste menselijke zwakheden, de geslachtsdaad. Intussen weet bijna niemand dat Carrie over telekinetische gaven beschikt.
Als Carrie op een dag na het gymmen onder de douche staat krijgt ze haar eerste menstruatie, die uitzonderlijk lang is uitgebleven. Carrie heeft geen idee wat haar overkomt, omdat haar moeder haar ook nooit iets heeft verteld. In paniek rent Carrie naar de andere meisjes in de kleedruimte, die haar bespotten en met tampons en maandverband bekogelen totdat de gymlerares, Miss Collins, tussenbeide komt en Carrie troost en helpt. Uit frustratie laat Carrie met haar gave een lamp aan het plafond kapotspringen. Als Carrie die dag thuiskomt en aan haar moeder vertelt wat er is gebeurd, berispt haar moeder, dat haar menstruatie het gevolg is van haar zondige gedachten. Haar moeder sluit haar als boetedoening op in een hok, waarin ze constant om vergeving moet bidden. Als Carrie even later toegestaan wordt om naar haar kamer te gaan en daar vol zelfhaat in de spiegel kijkt, springt die vanzelf kapot door haar gave.
Een van Carries klasgenoten, Chris Hargensen, legt zich niet neer bij de straf die Miss Collins uitdeelt, een week lang nablijven en extra gymnastiekoefeningen doen. Daarom mag ze niet op het eindbal dat binnenkort gehouden wordt komen. Een van de andere klasgenoten, Sue Snell, krijgt berouw en laat haar vriendje Tommy Ross met Carrie uitgaan naar het bal. Carrie is dolblij en maakt een baljurk voor zichzelf. Haar moeder voorspelt dat iedereen haar uit zal lachen en probeert haar met alle macht tegen te houden. Maar Carrie drijft deze keer haar eigen zin door en gebruikt haar telekinetische krachten om haar moeder tegen te houden.
Chris wil intussen wraak nemen op Carrie. Zij en haar vriendje Billy Nolan slaan op een boerderij een varken dood, het bloed vangen ze op in een emmer. 's Avonds rijden ze naar de zaal waar het bal zal worden gehouden en plaatsen de emmer vol bloed onopvallend op een van de balken aan het plafond boven het podium, waarna ze zich onder het podium verschuilen. Carrie heeft een heel fijne avond en kan nu eindelijk eens normaal met iedereen praten en lachen. Na afloop van de danswedstrijd blijkt dat zij en Tommy hebben gewonnen, wat in het geheim door Chris voor gezorgd is. Als Carrie vol trots samen met Tommy midden op het podium staat en iedereen voor haar klapt, heeft ze het mooiste moment van haar leven. 
Chris trekt aan het touw dat aan de emmer vol bloed vastzit waarop Carrie de volledige inhoud over zich heen krijgt. De vallende emmer raakt Tommy op zijn hoofd, die bewusteloos neervalt. Hoewel niet iedereen in de zaal haar vervolgens uitlacht, is Carrie ervan overtuigd dat dit wel zo is en ze besluit met haar telekinetische gave vreselijk wraak te nemen. Ze richt een gigantische slachtpartij aan door eerst de sprinklerinstallatie onklaar te maken en vervolgens alle elektrische apparatuur compleet te ontregelen en tegelijk alle uitgangen te vergrendelen, zodat niemand uit de brandende balzaal kan ontsnappen. Alle aanwezigen behalve Carrie zelf komen om, alleen Sue was iets eerder door Miss Collins naar buiten gezet. Ook Chris en Billy ontsnappen doordat ze iets eerder gevlucht waren. Even later proberen ze Carrie op straat dood te rijden, maar Carries telekinetische gave zorgt ervoor dat hun auto over de kop slaat en in brand vliegt, waarbij Chris en Billy omkomen.
Carrie gaat compleet verslagen terug naar huis, waar haar moeder met een groot mes klaarstaat om haar voor haar zonden te doden. Daarop vermoordt Carrie met haar gave ook haar moeder: alle keukenmessen springen uit de la en Margaret wordt in de deuropening gekruisigd. Dan wordt Carries telekinetische gave zo sterk dat het hele huis wordt verwoest en de grond in wordt geboord, waarbij Carrie zelf ook om het leven komt.
Later krijgt de zwaar getraumatiseerde Sue een nachtmerrie, waarin ze op de plek staat waar het huis van de Whites stond, tegelijk is dit het graf van Carrie. Als Sue er een krans bloemen neerlegt, duikt ineens Carries met varkensbloed besmeurde arm op uit de grond om haar mee het graf in te trekken. Gelijk daarna schrikt Sue wakker, waarna ze getroost wordt door haar moeder.

## Rolverdeling
| Acteur            | Personage       |
| ----------------- | --------------- |
| Sissy Spacek      | Carrie White    |
| Piper Laurie      | Margaret White  |
| Amy Irving        | Sue Snell       |
| William Katt      | Tommy Ross      |
| Betty Buckley     | Lerares Collins |
| Nancy Allen       | Chris Hargensen |
| John Travolta     | Billy Nolan     |
| P.J. Soles        | Norma Watson    |
| Priscilla Pointer | Mrs. Snell      |
| Sydney Lassick    | Mr. Fromm       |
| Stefan Gierasch   | Mr. Morton      |
| Michael Talbott   | Freddy          |
| Cameron De Palma  | Jongen op fiets |

## Verschillen met het boek
De verhaallijn volgt op de meeste punten trouw het boek van King, maar er zijn ook enkele opvallende verschillen. Carries gymlerares heet in het boek bijvoorbeeld niet Collins maar Desjardin. Ook wordt in Kings boek niet iedereen die in de balzaal aanwezig is gedood; Miss Desjardin behoort hier bijvoorbeeld tot de overlevenden en zij legt later tegenover de politie een uitgebreide verklaring af. Ook in het boek komt Carries moeder als gevolg van Carries telekinese om het leven, maar op een andere manier dan in de film.

## Ontvangst
De film werd over het algemeen zeer positief ontvangen en geldt wereldwijd als een van de beste films uit het jaar 1976. Het Amerikaanse filmtijdschrift Empire plaatste de film in 2008 op plaats 86 in hun lijst van de 500 beste films aller tijden. Het televisiekanaal Bravo plaatste de film in 2004 op plaats 8 in de top-100 van de films met de engste scènes. De film belandde op plaats 15 in de lijst van 50 Best High School Movies van Entertainment Weekly. 

### Prijzen
Zowel hoofdrolspeelster Sissy Spacek als bijrolactrice Piper Laurie werden hiervoor genomineerd voor een Academy Award (Laurie tevens voor een Golden Globe), terwijl de film zelf een nominatie voor een Hugo Award kreeg.

## Sequels
De film kreeg in 1999 een vervolg getiteld The Rage: Carrie 2. In 2002 verscheen er een gelijknamige televisie-remake van het eerste deel. In 2013 kwam er nog een remake uit, met  Chloë Grace Moretz in de rol van Carrie en Ansel Elgort in de rol van Tommy.
In 1988 kwam er een musical uit van de film die in 2012 een off-Broadway revival kreeg. De 1988 musical staat bekend als een van de grootste mislukkelingen van Broadway.

## Trivia
Priscilla Pointer en Amy Irving spelen in de film moeder en dochter. In werkelijkheid zijn zij dat ook. 